# Милютин, Юрий Николаевич
Ю́рий Никола́евич Милю́тин (28 марта 1856, Москва — 8 января 1912, Санкт-Петербург) — российский политик, общественный деятель и журналист. Один из основателей и лидеров консервативно-либеральной политической партии «Союз 17 октября» (октябристов).

## Биография
Из дворянского рода Милютиных, сын Николая Алексеевича Милютина, племянник Дмитрия Алексеевича Милютина.
В 1875 году окончил Московский Императорский лицей в память Цесаревича Николая, в том же году поступил на Юридический факультет Императорского Санкт-Петербургского университета. Одновременно с поступлением в университет дебютировал как журналист. Увлекался генеалогией, занимался составлением родословных русских, грузинских и европейских царствующих домов, а также отдельных княжеских фамилий.
После начала Русско-турецкой войны 1877—1878 годов записался вольноопределяющимся в действующую армию. Участвовал в боевых действиях в составе Лейб-гвардии Уланского полка, за отличие в битве при Горном Дубняке (12 (24) октября 1877) награждён Георгиевским крестом и произведён в офицеры. В 1879 году вышел в отставку с военной службы в чине поручика.
В 1882—1883 годах служил в Министерстве юстиции, Правительствующем cенате. В 1884 и 1886 годах в течение нескольких месяцев пребывал в служебных командировках в Персии. В 1885—1890 годах — чиновник особых поручений при заведующем Управлением по постройке Закаспийской военной железной дороги.
В 1892—1894 годах — редактор газеты «Кавказ», являвшейся печатным органом при Главнокомандующем гражданской частью на Кавказе. В 1901—1912 годах — председатель «Соловьёвского общества». В 1905—1907 годах наряду с видными деятелями петербургской либеральной интеллигенции (государственным деятелем графом И. И. Толстым, банкирами братьями А. Г. и Д. Г. Гинцбургами, журналистом Э. Э. Ухтомским и другими) входил в непартийный «Кружок равноправия и братства», стремившийся противодействовать политике дискриминации по национальному и конфессиональному признакам. С 1905 года — член Санкт-Петербургского клуба общественных деятелей.
Один из основателей и лидеров консервативно-либеральной политической партии «Союз 17 октября» (октябристов), член Санкт-Петербургского Центрального комитета (ЦК) партии со времени его основания, до 1906 года — секретарь ЦК. С 1906 года — председатель Городского совета «Союза 17 октября» в Санкт-Петербурге. Занимался координацией избирательной кампании октябристов в Государственную думу по столице. В 1906 году — редактор-издатель журнала «Свободная речь» и газеты «Согласие».
Летом 1906 года участвовал в переговорах, касающихся реорганизации «Союза 17 октября» и вступления его членов в формировавшуюся Партию мирного обновления. С 1907 года — товарищ (заместитель) председателя ЦК партии октябристов. В 1907—1912 годах — гласный Санкт-Петербургской городской думы.
Похоронен на кладбище Александро-Невской лавры в Санкт-Петербурге.
Был известен как библиофил и владелец крупной персональной библиотеки, часть которой после его смерти была передана в библиотеку Государственной думы.

## Личная жизнь
Был женат на графине Александре Феликсовне Сумароковой-Эльстон (13 июля 1863 — 1 апреля 1936, Рим). С 1909 года графиня была членом Совета Общества защиты и сохранения в России памятников искусства и старины. Похоронена на кладбище Тестаччо в Риме.